# Nik Gowing

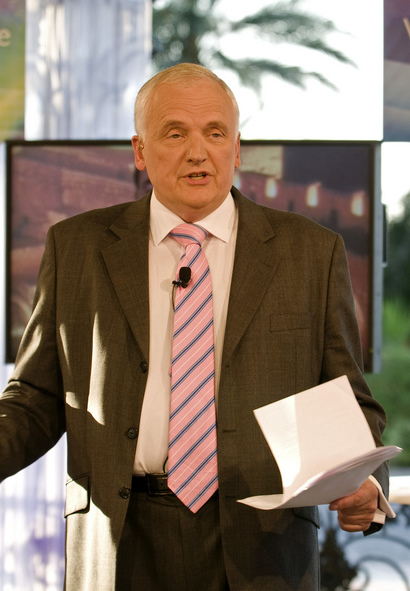
Gowing beim World Economic Forum in Davos, 2011.

Nik Keith Gowing (* 1951) ist ein britischer Fernsehjournalist. Er ist der dienstälteste Moderator bei BBC World News, dem 24-Stunden TV-Nachrichten und Info-Kanal der BBC. Nik Gowing stammt aus Wales.
Zuvor war er außenpolitischer Fachmoderator bei ITN seit 1978, danach wurde Nik Gowing Diplomatic Editor für das Flaggschiff Channel 4 News im Jahr 1989. 
Im Februar 1996 wurde Gowing als Anchorman für das 24-Stunden Programm der BBC World News ernannt. Seither präsentiert er hauptsächlich The World Today bis heute, dazu Europe Direct, HARDtalk, Dateline London, The Hub, sowie Simpson-World.